# Fenêtre sur meurtre
Pour plus de détails, voir Fiche technique et Distribution.
Fenêtre sur meurtre (The Darklings) est un téléfilm américain de Jeffrey Reiner sorti en 1999.

## Synopsis
un adolescent est impliquer sur le meurtre de sa voisine et alors lui et ses amis doivent elucider le meurtre.

## Fiche technique
- Titre original : The Darklings
- Réalisation : Jeffrey Reiner
- Scénario : Sean Hood et Brendan Hood
- Film américain
- Genre : Thriller
- Durée : 92 minutes
- Année de production : 1999

## Distribution
- Suzanne Somers : Clara Hagen / Emily Shepherd
- Timothy Busfield : Clayton Shepherd
- Ryan DeBoer : Chris "C.J." Jackson
- Meghan Ory : Jessie Everett
- Ben Johnson : Josh Bradshaw
- Tippi Hedren : Martha Jackson
- Martin Sheen : Ira Everett
- Tania Saulnier : Erica
- Juliana Wimbles : Alice